# Тофалари
Тофалари или Тофи, раније Карагази (рус. тофалары или тофы, раније карагасы), су туркијски народ који насељава Иркутску област руског Сибира. Говоре тофаларским језиком који припада североисточној (сибирској) групи туркијских језика.

## Територија
Тофалари насељавају горње токове река Уда, Бирјуса, Казир, Ија, Кан, Агул и Гутара у Тофаларији, области која се налази северно од планине Источни Сајан. Административно Тофаларија припада Нижњеудинском рејону Иркутске области.

## Популација
Према резултатима пописа становништва Руске Федерације,Тофалара је 2010. било 762. Што је мање него 2002. године када их је било 837, али више него 1883. када их је било 457, као и 1959. када их је било 586 и 1989. када их је било 731.

## Језик
Тофаларски језик је туркијски језик, који припада североисточној (сибирској) групи туркијских језика. Постоје два дијалекта тофаларског језика и то су алигџерски и гутарски дијалекат. Тофаларски је најсличнији туванском језику, толико да је према неким академицима његов дијалекат. Тофаларски није био писани језик све до 1988. због чега су Тофалари као замену користили руски језик.